# Giải MAMA
Giải MAMA (tiếng Anh: MAMA Awards), trước đây là Giải thưởng Âm nhạc Châu Á Mnet (tiếng Anh: Mnet Asian Music Awards), là một lễ trao giải âm nhạc lớn được tổ chức hàng năm bởi công ty giải trí CJ E&M. Lần đầu tiên được tổ chức tại Hàn Quốc, phần lớn các giải thưởng đã được giành bởi các nghệ sĩ K-pop, mặc dù có những nghệ sĩ Châu Á khác chiến thắng ở nhiều hạng mục giải thưởng khác nhau, chẳng hạn như Nghệ sĩ Châu Á xuất sắc nhất và các giải thưởng liên quan đến nghề nghiệp khác.
Lễ trao giải lần đầu tiên được tổ chức tại Seoul vào năm 1999, được phát sóng trên Mnet. MAMA cũng đã được tổ chức tại các quốc gia và thành phố Châu Á khác nhau bên ngoài Hàn Quốc từ năm 2010–2017 & 2019 và hiện được phát sóng trực tuyến quốc tế ngoài Châu Á.

## Lịch sử

### Lễ trao giải
Sự kiện này được ra mắt vào năm 1999 với tư cách là một lễ trao giải video âm nhạc, được mô phỏng theo MTV Video Music Awards, được gọi là Mnet Music Video Festival. Vào giữa thập niên 2000, lễ trao giải đã thu hút nhiều sự quan tâm quốc tế do sự lan rộng của Hallyu, và nó được phát sóng ở Trung Quốc và Nhật Bản vào năm 2008.
Vào năm 2009, sự kiện này được đổi tên thành Mnet Asian Music Awards (MAMA) để phản ánh sự mở rộng của nó ra bên ngoài Hàn Quốc. Vào năm 2010, MAMA được tổ chức tại Ma Cao, đánh dấu lần đầu tiên nó được tổ chức bên ngoài Hàn Quốc. Vào năm sau, 2011, MAMA được tổ chức tại Singapore, và sau đó được tổ chức tại Hồng Kông từ 2012 đến 2017. Vào năm 2017, lễ trao giải được mở rộng thành bốn đêm, và các phần của sự kiện được tổ chức tại Việt Nam và Nhật Bản, ngoài Hồng Kông. Vào năm 2018, MAMA có ba phần và được tổ chức tại ba quốc gia; Hàn Quốc tổ chức MAMA lần đầu tiên sau 9 năm, cùng với Nhật Bản và Hồng Kông. Vào năm 2020, MAMA chỉ được tổ chức trực tuyến và chỉ diễn ra ở Hàn Quốc do đại dịch COVID-19.
Vào ngày 20 tháng 7 năm 2021, Ilgan Sports đưa tin rằng Giải thưởng Âm nhạc Châu Á Mnet năm 2021 đang được thảo luận để sự kiện được tổ chức tại Hồng Kông bất chấp đại dịch đang diễn ra và hạn chế đi lại.

### Tên sự kiện
- Mnet Video Music Awards (1999)[4]
- Mnet Music Video Festival (2000–2003)[12]
- Mnet KM Music Video Festival (2004–2005)[13]
- Lễ hội Âm nhạc Mnet KM (Mnet KM Music Festival) (2006–2008)[14]
- Giải thưởng Âm nhạc Châu Á Mnet (Mnet Asian Music Awards) (2009–2021)[6]
- Giải MAMA (MAMA Awards) (2022–nay)[15]

## Địa điểm tổ chức
| Năm                                    | Ngày                    | Thành phố               | Địa điểm                                   | MC                               |
| Mnet Video Music Awards                | Mnet Video Music Awards | Mnet Video Music Awards | Mnet Video Music Awards                    | Mnet Video Music Awards          |
| -------------------------------------- | ----------------------- | ----------------------- | ------------------------------------------ | -------------------------------- |
| 1999                                   | 27 tháng 11             | Seoul                   | Universal Arts Center                      | Choi Hal-li                      |
| Mnet Music Video Festival (MMF)        |                         |                         |                                            |                                  |
| 2000                                   | 24 tháng 11             | Seoul                   | Universal Arts Center                      | Cha Tae-hyun và Kim Hyun-joo     |
| 2001                                   | 23 tháng 11             | Seoul                   | Universal Arts Center                      | Cha Tae-hyun và Song Hye-kyo     |
| 2002                                   | 29 tháng 11             | Seoul                   | Universal Arts Center                      | Shin Dong-yup và Kim Jung-eun    |
| 2003                                   | 27 tháng 11             | Seoul                   | Kyung Hee University                       | Cha Tae-hyun và Sung Yu-ri       |
| Mnet KM Music Video Festival (MKMF)    |                         |                         |                                            |                                  |
| 2004                                   | 4 tháng 12              | Seoul                   | Kyung Hee University                       | Shin Dong-yup và Kim Jung-eun    |
| 2005                                   | 27 tháng 11             | Seoul                   | Olympic Gymnastics Arena                   | Shin Dong-yup và Kim Ah-joong    |
| Mnet KM Music Festival (MKMF)          |                         |                         |                                            |                                  |
| 2006                                   | 25 tháng 11             | Seoul                   | Olympic Gymnastics Arena                   | Shin Dong-yup và Kim Ok-bin      |
| 2007                                   | 17 tháng 11             | Seoul                   | Khu liên hợp Thể thao Seoul                | Shin Dong-yup và Lee Da-hae      |
| 2008                                   | 15 tháng 11             | Seoul                   | Khu liên hợp Thể thao Seoul                | Rain                             |
| Giải thưởng Âm nhạc Châu Á Mnet (MAMA) |                         |                         |                                            |                                  |
| 2009                                   | 21 tháng 11             | Seoul                   | Seoul Sports Complex                       | Tiger JK                         |
| 2010                                   | 28 tháng 11             | Macau                   | Cotai Arena, The Venetian Macao            | None                             |
| 2011                                   | 29 tháng 11             | Singapore               | Singapore Indoor Stadium                   | Lee Byung-hun                    |
| 2012                                   | 30 tháng 11             | Hong Kong               | Hong Kong Convention and Exhibition Centre | Song Joong-ki                    |
| 2013                                   | 22 tháng 11             | Hong Kong               | AsiaWorld–Arena                            | Lee Seung-gi                     |
| 2014                                   | 3 tháng 12              | Hong Kong               | AsiaWorld–Arena                            | Song Seung-heon                  |
| 2015                                   | 2 tháng 12              | Hong Kong               | AsiaWorld–Arena                            | Psy                              |
| 2016                                   | 2 tháng 12              | Hong Kong               | AsiaWorld–Arena                            | Lee Byung-hun                    |
| 2017                                   | 25 tháng 11             | TP Hồ Chí Minh          | Hoa Binh Theatre                           | Thu Minh                         |
| 2017                                   | 29 tháng 11             | Yokohama                | Yokohama Arena                             | Park Bo-gum                      |
| 2017                                   | 30 tháng 11             | Hong Kong               | W Hong Kong                                | None                             |
| 2017                                   | 1 tháng 12              | Hong Kong               | AsiaWorld–Arena                            | Song Joong-ki                    |
| 2018                                   | 10 tháng 12             | Seoul                   | Dongdaemun Design Plaza                    | Jung Hae-in                      |
| 2018                                   | 12 tháng 12             | Saitama                 | Saitama Super Arena                        | Park Bo-gum                      |
| 2018                                   | 14 tháng 12             | Hong Kong               | AsiaWorld-Arena                            | Song Joong-ki                    |
| 2019                                   | 4 tháng 12              | Nagoya                  | Nagoya Dome                                | Park Bo-gum                      |
| 2020                                   | 6 tháng 12              | Paju                    | CJ E&M Contents World                      | Song Joong-ki                    |
| 2021                                   | 11 tháng 12             | Paju                    | CJ E&M Contents World                      | Lee Hyori                        |
| Giải MAMA                              |                         |                         |                                            |                                  |
| 2022                                   | 29–30 tháng 11          | Osaka                   | Kyocera Dome                               | Jeon Somi và Park Bo-gum         |
| 2023                                   | 28–29 tháng 11          | Tokyo                   | Tokyo Dome                                 | Jeon Somi và Park Bo-gum         |
| 2024                                   | 21 tháng 11             | Los Angeles             | Dolby Theatre                              | Park Bo-gum                      |
| 2024                                   | 22 tháng 11             | Osaka                   | Kyocera Dome                               | Karina, Sung Han-bin, Rei, Yoshi |
| 2024                                   | 23 tháng 11             | Osaka                   | Kyocera Dome                               | Kim Tae-ri                       |

## Hạng mục

### Giải thưởng lớn
Bốn giải thưởng lớn (được gọi là daesang)
- Nghệ sĩ của năm
- Album của năm
- Bài hát của năm
- Biểu tượng toàn cầu của năm (kể từ 2018)

### Giải thưởng cạnh tranh
Trừ khi có ghi chú khác, mỗi hạng mục giải thưởng đã được giới thiệu vào năm 1999.
- Nam nghệ sĩ xuất sắc nhất
- Nữ nghệ sĩ xuất sắc nhất
- Nhóm nhạc nam xuất sắc nhất (kể từ 2000, được gọi là Nhóm nhạc xuất sắc nhất vào năm 1999)
- Nhóm nhạc nữ xuất sắc nhất (kể từ 2000)
- Nghệ sĩ mới xuất sắc nhất
- Trình diễn vũ đạo xuất sắc nhất
- Ban nhạc trình diễn xuất sắc nhất
- Trình diễn Rap xuất sắc nhất
- Trình diễn giọng hát xuất sắc nhất (kể từ 2010)
- Hợp tác xuất sắc nhất (2010, 2012, 2014–2017, 2019–nay)
- Nhạc phim xuất sắc nhất (2004)
- Video âm nhạc xuất sắc nhất (kể từ 2006)
- Nhóm nhỏ xuất sắc nhất (2018)

### Giải thưởng đặc biệt
Những giải thưởng này đã được trao một lần hoặc thỉnh thoảng.
- Nghệ sĩ quốc tế xuất sắc nhất (1999-2006, 2009–2010, 2012–2014, 2019, 2021)
- Nghệ sĩ Châu Á xuất sắc nhất (kể từ 2004)

### Giải thưởng đã hủy
- Video âm nhạc của năm (1999–2005)
(trước đây là giải thưởng daesang và hiện là Video âm nhạc xuất sắc nhất kể từ 2006)
- Video âm nhạc nổi tiếng xuất sắc nhất (1999–2005)
(trước đây là giải thưởng daesang)
- Trình diễn video âm nhạc xuất sắc nhất (2005–2007)
- Đạo diễn video âm nhạc xuất sắc nhất (1999–2006)
- Nhóm nhạc hỗn hợp xuất sắc nhất (2000-2009)
- Trình diễn Ballad xuất sắc nhất (1999–2009)
- Trình diễn R&B xuất sắc nhất (2000–2007)
- Trình diễn Indie xuất sắc nhất (1999–2002)
- Trình diễn House & Electronic xuất sắc nhất (2007–2009)
- Trình diễn Trot xuất sắc nhất (2009)
- Đĩa đơn kỹ thuật số xuất sắc nhất (2010)

## Đoạt giải nhiều nhất

### Giải thưởng lớn
Danh sách sau đây liệt kê (những) nghệ sĩ đã nhận được hai giải thưởng daesang trở lên.
(bao gồm Nghệ sĩ của năm, Album của năm, Bài hát của năm và Biểu tượng toàn cầu của năm)
| Nghệ sĩ      | Số lượng giải thưởng | Năm đầu tiên được trao | Năm gần nhất được trao |
| ------------ | -------------------- | ---------------------- | ---------------------- |
| BTS          | 21                   | 2016                   | 2023                   |
| Exo          | 6                    | 2013                   | 2017                   |
| Big Bang     | 5                    | 2008                   | 2015                   |
| 2NE1         | 4                    | 2009                   | 2011                   |
| SEVENTEEN    | 3                    | 2023                   | 2024                   |
| Twice        | 3                    | 2016                   | 2018                   |
| Super Junior | 3                    | 2007                   | 2012                   |
| NewJeans     | 2                    | 2023                   | 2023                   |
| G-Dragon     | 2                    | 2009                   | 2013                   |
| TVXQ         | 2                    | 2005                   | 2008                   |
| SG Wannabe   | 2                    | 2006                   | 2006                   |
| BoA          | 2                    | 2002                   | 2004                   |
| H.O.T.       | 2                    | 1999                   | 2000                   |

### Giải thưởng cạnh tranh
Danh sách sau đây liệt kê (những) nghệ sĩ đã nhận được hai giải thưởng cạnh tranh trở lên.
| Nghệ sĩ                                                                                       | Số lượng giải thưởng | Năm đầu tiên được trao | Năm gần nhất được trao |
| --------------------------------------------------------------------------------------------- | -------------------- | ---------------------- | ---------------------- |
| BTS                                                                                           | 12                   | 2015                   | 2022                   |
| IU                                                                                            | 11                   | 2011                   | 2021                   |
| Twice                                                                                         | 8                    | 2015                   | 2021                   |
| Ailee                                                                                         | 6                    | 2012                   | 2017                   |
| Blackpink                                                                                     | 5                    | 2016                   | 2022                   |
| CNBLUE                                                                                        | 5                    | 2010                   | 2016                   |
| Big Bang                                                                                      | 5                    | 2007                   | 2015                   |
| Epik High                                                                                     | 5                    | 2005                   | 2014                   |
| G-Dragon                                                                                      | 5                    | 2007                   | 2013                   |
| 2NE1                                                                                          | 5                    | 2009                   | 2011                   |
| BoA                                                                                           | 5                    | 2000                   | 2010                   |
| Shinhwa                                                                                       | 5                    | 2001                   | 2007                   |
| Baekhyun                                                                                      | 4                    | 2016                   | 2021                   |
| Wanna One                                                                                     | 4                    | 2017                   | 2018                   |
| Exo                                                                                           | 4                    | 2012                   | 2016                   |
| Shinee                                                                                        | 4                    | 2008                   | 2015                   |
| Zico                                                                                          | 3                    | 2016                   | 2020                   |
| Girls' Generation                                                                             | 3                    | 2011                   | 2015                   |
| Taeyang                                                                                       | 3                    | 2010                   | 2014                   |
| Miss A                                                                                        | 3                    | 2010                   | 2011                   |
| Taeyeon                                                                                       | 3                    | 2015                   | 2019                   |
| * Nghệ sĩ có nhiều giải thưởng nhất và năm được trao giải gần đây nhất được liệt kê đầu tiên. |                      |                        |                        |

## Tranh cãi

### Sự cố tẩy chay
Vào năm 2007, Lee Min-woo và Shin Hye-sung từ nhóm nhạc Shinhwa đã hủy bỏ sự xuất hiện của họ tại sự kiện vào một giờ trước khi lễ trao giải bắt đầu. Shin Hye-sung sau đó nói rằng họ đã rời đi vì họ không tin tưởng sự kiện sẽ chọn lựa người chiến thắng theo một cách công bằng.
Vào năm 2009, công ty giải trí SM Entertainment đã tẩy chay lễ trao giải năm 2009 khi không có bất kỳ nghệ sĩ nào của họ tham dự. Cả hai công ty cho biết lý do tẩy chay của họ là họ đặt câu hỏi về tính công bằng của quá trình bỏ phiếu. Đặc biệt, SM Entertainment cho biết rằng Girls' Generation đã giữ vị trí số 1 trên bảng xếp hạng âm nhạc trong 9 tuần liên tiếp, nhưng nhóm chưa bao giờ giành được vị trí đầu tiên trên chương trình âm nhạc hàng tuần M Countdown của Mnet. Công ty cũng chỉ trích một cuộc thăm dò trên thiết bị di động yêu cầu người tham gia phải trả tiền để bỏ phiếu.

### Bỏ phiếu gian lận
Trước lễ trao giải năm 2017, Mnet đã phát hiện một số người hâm mộ đã bỏ phiếu gian lận thông qua việc sử dụng bot. Do đó, Mnet tạm thời ngừng bỏ phiếu, sau đó vô hiệu hóa tất cả các phiếu bầu gian lận, chặn các địa chỉ IP và xóa các tài khoản người dùng có liên quan.

## Phát sóng
Buổi lễ được truyền hình trực tiếp trên toàn thế giới qua Mnet, TVING, tvN Asia, Mnet Japan, Mnet Smart+, các kênh khác của CJ ENM, và YouTube thông qua Mnet K-POP, Mnet TV, M2, và các kênh KCON. 
Các đài truyền hình khác cũng phát sóng sự kiện này bao gồm au Smart Pass, Far EasTone Mobile Circle app & friDay Video, MeWATCH, TonTon, FPT Play, JOOX, ViuTV, Smart Livestream, và Vidio.